# Lhasa apso
Lhasa apso[Nota] é uma raça de cães de companhia, de pequeno porte, vinda do Tibete na Cordilheira do Himalaia.
As características físicas da raça são resultado do clima de onde a raça fora criada. O pelo é longo e denso, muitas vezes com mais de uma cor.
São muito amorosos e companheiros. São frequentemente confundidos com a raça "Shih-tzu", porém, mesmo sendo parecidos, algumas características os diferenciam, como o focinho ligeiramente mais comprido do Lhasa apso, em comparação ao mais achatado do Shih-Tzu. Além disso os Lhasa apso tendem a ter olhos menores e menos estrábicos se comparados aos Shih-tzu. Se tratando de temperamento, Lhasa Apso é a raça de pequeno porte mais tranquila. Costumam ser calmos, silenciosos e muito higienicos. Devido às características comportamentais, é a raça mais recomendada para apartamento.

## História

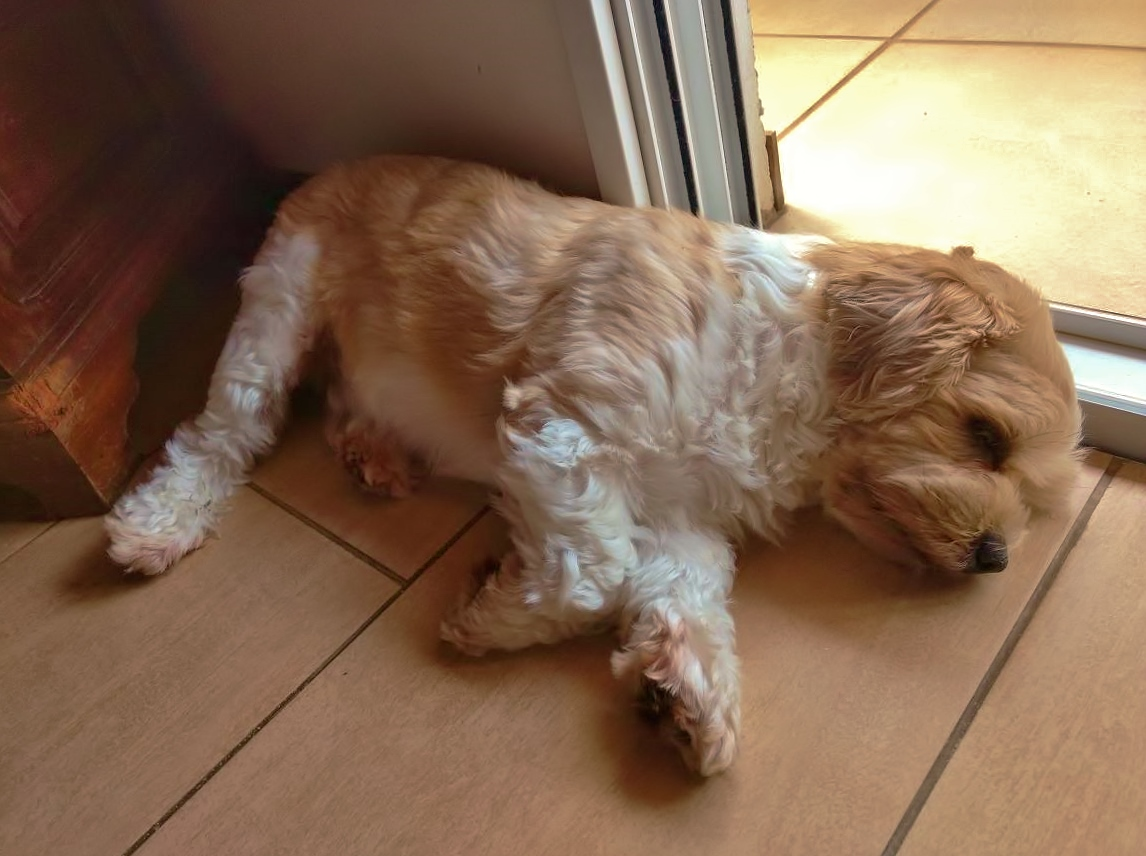
Lhasa apso adulto deitado

Considerada uma das mais antigas raças, sua origem data dos idos de 1500, e seu nome vem da capital Lhasa, que em seguida recebeu o complemento apso (que pode designar tanto "ovelha", justamente pela pelagem lanosa, quanto "sentinela de Potala"). Vivem cerca de 12 a 18 anos.

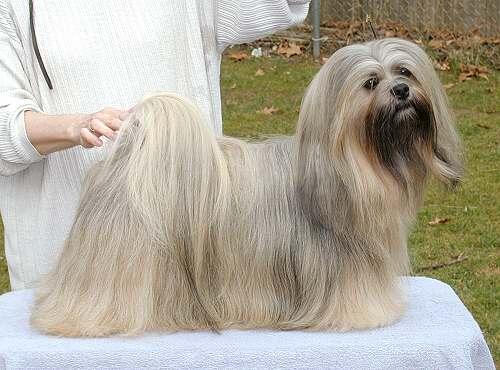

Sagrados para os monges, tinham a função de alertar intrusos e zelar pelas propriedades; além de serem vistos pelos budistas como seres capazes de preverem avalanches, enquanto moradores das montanhas. Por latirem extremamente pouco, os budistas sabiam que quando os Lhasas davam o alarme, algo de errado estava acontecendo ou aconteceria.
Por serem sagrados, eram bem cuidados e jamais trocados por dinheiro; exemplares eram dados em sinal de extremo respeito. Fora da China, foi primeiramente visto no Japão, iniciando sua expansão quatro séculos mais tarde, ao chegar à Inglaterra.

## Personalidade
A raça lhasa apso é peculiar, pois o contato próximo com a população do Tibete, por seguintes anos, desenvolveu a formação de sua personalidade e, por causa dessa influência, são cães amigáveis, inteligentes, vívidos e sensíveis. O temperamento do Lhasa Apso é equilibrado, destacando-se sua expressividade, obediência e estando sempre alerta.

## Inteligência
O cãozinho da raça lhasa apso está na 68º posição no ranking de inteligência canina feita por Stanley Coren. Ele ocupa esse lugar, pois tende a ser bastante teimoso e disperso. Entretanto, o cãozinho pode ser bastante inteligente e atender aos comando do tutor, desde que o adestramento seja feito desde cedo.

## Saúde
Os cães da raça lhasa apso são bastante saudáveis e apresentam poucas complicações de saúde. Por ter um bom histórico de saúde, sua expectativa de vida pode chegar aos 15 anos, ou facilmente ultrapassar isso. Entretanto, costumam ter complicações e doenças oftalmológicas com facilidade, como catarata, conjuntivite e podem até mesmo ficarem cegos com o avançar da idade. 
Além disso, o pelo e a pele dos cães dessa raça também merecem atenção. Devido aos pelos longos, esse cãozinho pode facilmente ter dermatites. Por isso, ao dar banho nele, certifique-se de que a pele e os pelos fiquem completamente secos. 

## Exercícios
Mesmo sendo pequeno e aparentar ser frágil, o cãozinho dessa raça adora brincar em alguns momentos.

## Preço
O preço do Lhasa Apso com pedigree pode variar entre R$ 1800,00 a R$ 4.500. E ao tomar a decisão de comprar um animal, certifique-se de que você irá comprar em um local confiável e seguro. 

## Cultura popular
- O cão Floquinho, do personagem Cebolinha de Mauricio de Sousa, pertence a essa raça, embora apresente a característica fictícia de ser verde.
- A paixão e admiração por esses era tanta, que antigamente os cães da raça lhasa apso eram considerados sinais de sorte, por isso eles eram dados de presente e nunca vendidos. Vender um cão dessa raça antigamente poderia ser entendido como uma ofensa ao povo tibetano. Dalai-lama, um dos líderes espirituais e mais famosos do Tibete, tinha o costume de oferecer o cãozinho como presente. Ele deu exemplares para o imperador da China e também para outras figuras chinesas importantes.